# Hruboňovo
Hruboňovo est un village de Slovaquie situé dans la région de Nitra.

## Histoire
Première mention écrite du village en 1247.

## Démographie

### Évolution de la population
| Année:               | 1994. | 2004.   | 2014.   | 2024.    |
| -------------------- | ----- | ------- | ------- | -------- |
| Nombre de personnes: | 464   | 487     | 502     | 588      |
| Différence:          |       | +4,95 % | +3,08 % | +17,13 % |

| Année:               | 2023. | 2024.   |
| -------------------- | ----- | ------- |
| Nombre de personnes: | 575   | 588     |
| Différence:          |       | +2,26 % |